# أكيلي بولونارا
أكيلي بولونارا (بالإيطالية: Achille Polonara)‏ مواليد 23 نوفمبر 1991، هو لاعب كرة سلة إيطالي يلعب مع فريق بالاكانسترو ريجيانا في ليغا باسكيت الدرجة الأولى ويحمل الرقم 6. مثّل منتخب إيطاليا لكرة السلة.

## فرق لعب لها
- بالاكانسترو فاريزي
- بالاكانسترو ريجيانا

## روابط خارجية
- أكيلي بولونارا على موقع الاتحاد الدولي لكرة السلة (الإنجليزية)
- أكيلي بولونارا على موقع الدوري الأوروبي لكرة السلة (الإنجليزية)
- أكيلي بولونارا على موقع الدوري الإسباني لكرة السلة (الإسبانية)
- أكيلي بولونارا على موقع كرة السلة الأوروبية.كوم (الإنجليزية)
- أكيلي بولونارا على موقع ريلجم (الإنجليزية)
- أكيلي بولونارا على موقع بروبوليرز (الإنجليزية)
- أكيلي بولونارا على موقع سبورتس رفرنس (الإنجليزية)
- أكيلي بولونارا على موقع اللجنة الأولمبية الدولية (الإنجليزية)
- أكيلي بولونارا على موقع أوليمبيديا (الإنجليزية)